# Луций Фений Руф
Луций Фений Руф (на латински: Lucius Faenius Rufus; Fenius; † април 65 г.) e сенатор на Римската империя през 1 век.
От 55 до 62 г. той е префект (praefectus annonae) на Рим. След смъртта на Бур той е номиниран през 62 г. за преториански префект заедно с Тигелин. През 65 г. участва в пизонския заговор против император Нерон. Първо крие това и действа против заговорниците. Участието му е разкрито и той е екзекутиран по заповед на Нерон.